# 로도스의 중세 도시

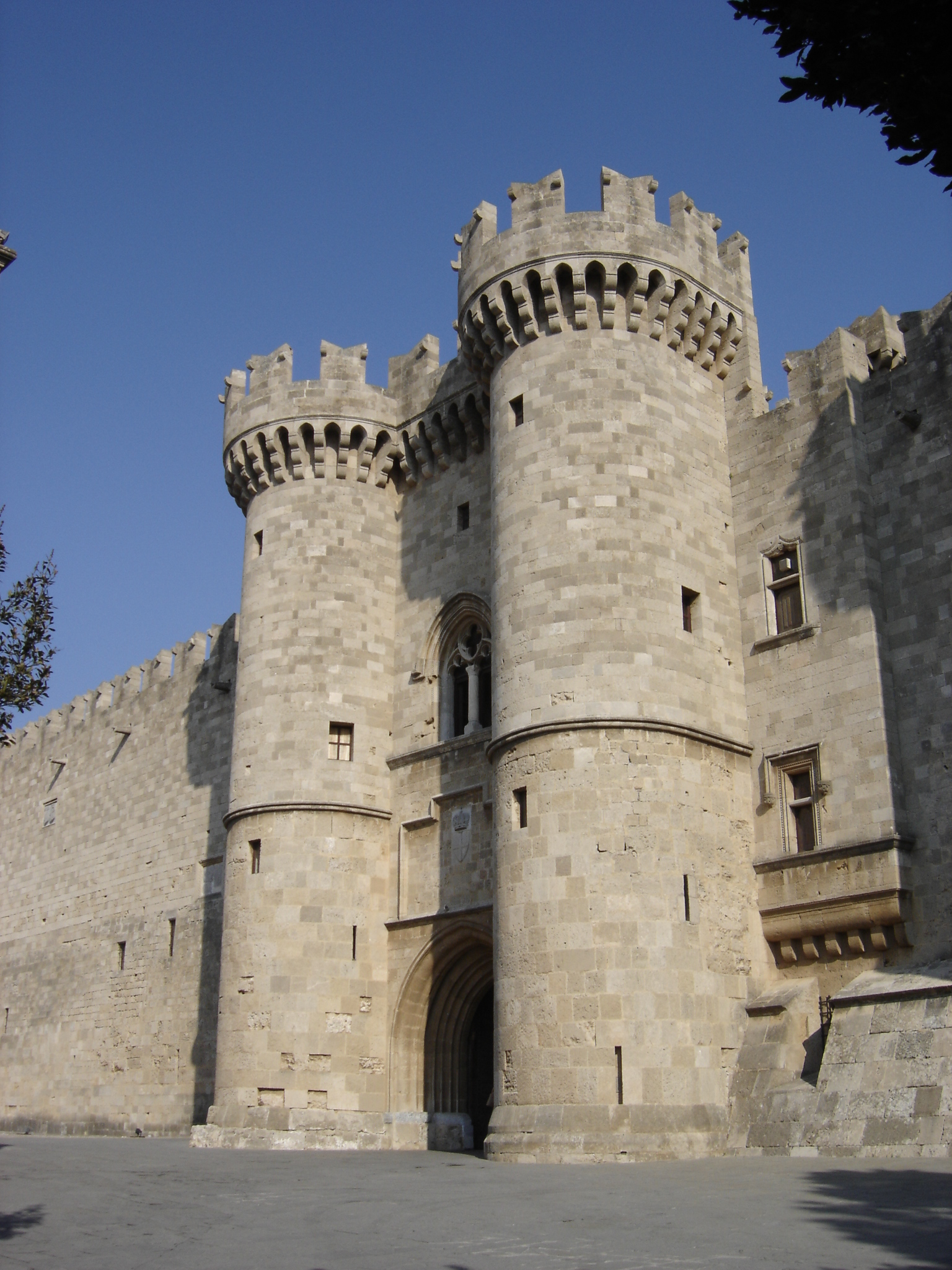
기사 단장의 저택 입구

로도스의 중세 도시(-中世都市)는 그리스의 세계 유산 중 하나이다. 로도스섬의 주요 도시 로도스의 구시가에는 일찍이 몰타 기사단이 세운 요새 도시의 특징이 잘 보존되어 있어 중세 유럽 도시의 뛰어난 예시로 평가되었다.